# Pływanie na Letnich Igrzyskach Olimpijskich 1968 – 4 × 100 m stylem zmiennym mężczyzn
Sztafeta 4 × 100 m stylem zmiennym mężczyzn – jedna z konkurencji pływackich rozgrywanych podczas XIX Igrzysk Olimpijskich w Meksyku. Eliminacje i finał odbyły się 26 października 1968 roku.
Złoty medal wywalczyła sztafeta amerykańska w składzie: Charles Hickcox (1:00,4), Don McKenzie (1:07,4), Douglas Russell (55,0) i Kenneth Walsh (52,1). Amerykanie czasem 3:54,9 pobili rekord świata. Srebro zdobyli reprezentanci NRD, uzyskawszy czas 3:57,5. Wschodnioniemiecki pływak Roland Matthes, płynący na pierwszej zmianie sztafety ustanowił rekord globu na dystansie 100 m stylem grzbietowym (58,0). Na najniższym stopniu podium znaleźli się zawodnicy z ZSRR (4:00,7), wyprzedziwszy o 0,1 s Australijczyków (4:00,8).

## Rekordy
Przed zawodami rekord świata i rekord olimpijski wyglądały następująco:
| Rekord            | Reprezentacja                                                                                               | Czas   | Miejsce | Data                 |       |
| ----------------- | --- | ------ | ------- | -------------------- | ----- |
| Rekord świata     | NRD · Roland Matthes · Egon Henninger · Horst-Günter Gregor · Frank Wiegand                                 | 3:56,5 | Lipsk   | 7 listopada 1967     | [ 1 ] |
| Rekord olimpijski | Stany Zjednoczone · Thompson Mann (59,6) · Bill Craig (1:09,6) · Fred Schmidt (56,8) · Stephen Clark (52,4) | 3:58,4 | Tokio   | 16 października 1964 | [ 2 ] |

W trakcie zawodów ustanowiono następujące rekordy:
| Data            | Etap konkurencji | Reprezentacja | Czas   | Rekord |
| --------------- | ---------------- | --- | ------ | ------ |
| 26 października | finał            | Stany Zjednoczone · Charles Hickcox (1:00,4) · Don McKenzie (1:07,4) · Douglas Russell (55,0) · Kenneth Walsh (52,1) | 3:54,9 | WR     |

## Wyniki

### Eliminacje
| Miejsce | Wyścig | Państwo           | Zawodnicy                                                                                            | Czas   | Uwagi |
| ------- | ------ | ----------------- | --- | ------ | ----- |
| 1.      | 2      | Stany Zjednoczone | Ronnie Mills (1:01,9) Chet Jastremski (1:09,3) Carl Robie (59,1) Don Schollander (53,1)              | 4:03,4 | Q     |
| 2.      | 2      | NRD               | Roland Matthes (1:02,1) Egon Henninger (1:08,7) Horst-Günther Gregor (59,2) Frank Wiegand (54,1)     | 4:04,1 | Q     |
| 3.      | 1      | Japonia           | Kishio Tanaka (1:03,2) Nobutaka Taguchi (1:08,6) Satoshi Maruya (58,1) Kunihiro Iwasaki (54,4)       | 4:04,3 | Q     |
| 4.      | 2      | RFN               | Reinhard Blechert (1:03,5) Gregor Betz (1:08,5) Lutz Stoklasa (58,9) Wolfgang Kremer (53,8)          | 4:04,7 | Q     |
| 5.      | 1      | ZSRR              | Wiktor Mazanow (1:03,0) Nikołaj Pankin (1:08,3) Jurij Suzdalcew (59,4) Siergiej Gusiew (54,1)        | 4:04,8 | Q     |
| 6.      | 3      | Australia         | Karl Byrom (1:02,9) Ian O’Brien (1:09,4) Robert Cusack (1:00,0) Michael Wenden (52,5)                | 4:04,8 | Q     |
| 7.      | 1      | Kanada            | Jim Shaw (1:01,6) Bill Mahony (1:09,8) Tom Arusoo (1:01,3) Sandy Gilchrist (54,3)                    | 4:06,0 | Q     |
| 8.      | 3      | Hiszpania         | Santiago Esteva (1:02,1) José Durán (1:11,2) Arturo Lang-Lenton (59,4) José Chicoy (54,1)            | 4:06,8 | Q     |
| 9.      | 3      | Wielka Brytania   | Joseph Jackson (1:03,5) Roger Roberts (1:11,1) Martyn Woodroffe (59,5) Bob McGregor (53,6)           | 4:07,7 |       |
| 10.     | 1      | Argentyna         | Leonardo Baremboin (1:03,8) Alberto Forelli (1:10,3) Luis Nicolao (58,3) Carlos van der Maath (56,0) | 4:08,4 |       |
| 11.     | 1      | Węgry             | László Cseh (1:02,6) Sándor Szabó (1:10,4) István Szentirmay (1:01,5) Gábor Kucsera (54,3)           | 4:08,8 |       |
| 12.     | 3      | Meksyk            | José Santibáñez (1:04,0) Felipe Muñoz (1:08,8) Mario Santibáñez (1:01,3) Rafaél Cal (55,9)           | 4:10,0 |       |
| 13.     | 3      | Włochy            | Franco Del Campo (1:03,3) Massimo Sacchi (1:11,1) Antonio Attanasio (1:00,8) Pietro Boscaini (55,1)  | 4:10,3 |       |
| 14.     | 1      | Brazylia          | César Filardi (1:06,7) José Fiolo (1:07,0) João Costa Lima Neto (1:01,5) José Aranha (55,9)          | 4:11,1 |       |
| 15.     | 2      | Szwecja           | Hans Tegeback (1:06,7) Thomas Johnsson (1:11,9) Bo Westergren (59,5) Lester Eriksson (54,1)          | 4:12,2 |       |
| 16.     | 2      | Filipiny          | Tony Asamali (1:08,1) Amman Jalmaani (1:09,7) Leroy Goff (1:01,7) Roosevelt Abdulgafur (56,2)        | 4:15,7 |       |
| 17.     | 2      | Szwajcaria        | Gerald Evard (1:05,9) Nicolas Gilliard (1:16,6) Ayis Capéronis (1:02,8) Pano Capéronis (55,3)        | 4:20,6 |       |
| 18.     | 2      | Portoryko         | Francisco Ramis (1:07,7) José Ferraioli (1:18,7) Gary Goodner (1:01,9) Jorge González (59,3)         | 4:27,6 |       |

### Finał
| Miejsce | Państwo           | Zawodnicy                                                                                          | Czas   | Uwagi |
| ------- | ----------------- | -------------------------------------------------------------------------------------------------- | ------ | ----- |
| 1. !    | Stany Zjednoczone | Charles Hickcox (1:00,4) Don McKenzie (1:07,4) Douglas Russell (55,0) Kenneth Walsh (52,1)         | 3:54,9 | WR    |
| 2. !    | NRD               | Roland Matthes (58,0) Egon Henninger (1:07,8) Horst-Günther Gregor (58,6) Frank Wiegand (53,1)     | 3:57,5 |       |
| 3. !    | ZSRR              | Jurij Hromak (1:02,9) Władimir Kosinski (1:07,1) Władimir Niemszyłow (58,0) Leonid Iljiczow (52,7) | 4:00,7 |       |
| 4.      | Australia         | Karl Byrom (1:01,5) Ian O’Brien (1:08,5) Robert Cusack (59,4) Michael Wenden (51,4)                | 4:00,8 |       |
| 5.      | Japonia           | Kishio Tanaka (1:02,8) Nobutaka Taguchi (1:07,1) Satoshi Maruya (57,8) Kunihiro Iwasaki (54,1)     | 4:01,8 |       |
| 6.      | RFN               | Reinhard Blechert (1:02,6) Gregor Betz (1:09,6) Lutz Stoklasa (59,5) Wolfgang Kremer (53,7)        | 4:05,4 |       |
| 7.      | Kanada            | Jim Shaw (1:01,3) Bill Mahony (1:09,8) Tom Arusoo (1:00,5) Sandy Gilchrist (55,7)                  | 4:07,3 |       |
| 8.      | Hiszpania         | Santiago Esteva (1:02,4) José Durán (1:12,0) Arturo Lang-Lenton (1:00,1) José Chicoy (54,3)        | 4:08,8 |       |